# Luszine Zakarján
Luszine Zakarján (örményül: Լուսինե Զաքարյան; oroszul: Лусинэ Закарян, születési nevén: Светлана Абетовна Закарян; Ahalcihe, 1937. június 1. – Jereván, 1992. december 30.) szovjet-örmény operaénekes (szoprán).

## Életpályája
Grúzia déli részén, a Szamche-Dzsavaheti régióban nőtt fel. 1952-ben családjával az örmény fővárosba, Jerevánba költözött, ahol zenei tanulmányokba kezdett. 1957-ben beiratkozott a jereváni Komitasz Állami Konzervatóriumba, ahol hamar nyilvánvalóvá vált énekesi tehetsége.
1970 és 1983 között az örmény rádió és televízió szimfonikus zenekarának szólistája volt, emellett az örmény apostoli ortodox egyház vagarsapati székesegyházának kórusában is énekelt.
Operaszerepek mellett repertoárjába örmény népdalok és örmény egyházi énekek is tartoztak, aminek köszönhetően hozzájárult az örmény egyház spirituális énekeinek újjászületéséhez. Interpretációi összekapcsolták a tradicionális népművészetet az egyházi liturgiával. Különösen igyekezett Komitasz (1869–1935) és Makar Ekmalján (1856–1905) örmény zeneszerzők elfeledett műveit újra megismertetni. A szovjet érában, amikor számos zenei stílust (például az egyházi zenét) tiltottak, volt elég bátorsága egyházi énekeket színpadra vinni.
Egészségügyi problémái miatt művészi pályája korán véget ért: 1990 decemberében, 53 évesen lépett fel utoljára. Két év múlva, 1992 decemberében hunyt el cukorbetegség következtében. Vagarsapatban a Szent Gajane-templom udvarának temetőjében helyezték örök nyugalomra.

## Elismerései
- az Örmény SZSZK népművésze (1972)
- az Örmény SZSZK állami díja

## Képek
|  |  |  |  |

## Fordítás
- Ez a szócikk részben vagy egészben  a   Lussine Sakarjan című német Wikipédia-szócikk ezen változatának fordításán alapul.  Az eredeti cikk szerkesztőit annak laptörténete sorolja fel. Ez a jelzés csupán a megfogalmazás eredetét és a szerzői jogokat jelzi, nem szolgál a cikkben szereplő információk forrásmegjelöléseként.